# بوفالو (داکوتای جنوبی)
بوفالو(به انگلیسی: Buffalo) شهری در ایالت داکوتای جنوبی کشور ایالات متحده آمریکا است که جمعیت آن در سرشماری سال ۲۰۱۰ میلادی، ۳۳۰ نفر بوده‌است.

## جغرافیا
بوفالو دومین شهر بزرگ ایالات متحده در نیویورک و بزرگترین شهر در غرب نیویورک است. از سال ۲۰۱۸، جمعیت ۲۵۶۳۰۴ نفر بود. این شهر محل استقرار شهرستان اری و دروازه اصلی تجارت و مسافرت از طریق مرز کانادا - ایالات متحده است و بخشی از منطقه دو ملیتی بوفالو نیاگارا را تشکیل می‌دهد.

## تاریخچه
منطقه بوفالو قبل از قرن هفدهم توسط قبیله بومی ایروک آمریکایی و بعداً توسط استعمارگران فرانسوی سکونت داشت. این شهر در قرن نوزدهم و بیستم در نتیجه مهاجرت، ساخت کانال اری و حمل و نقل ریلی و نزدیکی آن با دریاچه اری رشد چشمگیری داشته‌است. این رشد باعث فراوانی آب شیرین و مسیر تجارت کافی به مناطق میانه غربی ایالات متحده شد، در حالی که اقتصاد خود را برای صنایع غلات، فولاد و خودرو که در قرن بیستم بر اقتصاد این شهر حاکم بود، به دست آورد. از آنجا که اقتصاد شهر به شدت به تولید متکی بود، تغییر شکل صنعتی در نیمه دوم قرن بیستم منجر به کاهش مداوم جمعیت شد. در حالی که برخی فعالیت‌های تولیدی باقی مانده‌است، اقتصاد بوفالو با تأکید بیشتر بر مراقبت‌های بهداشتی، تحقیق و آموزش عالی به صنایع خدماتی منتقل شده‌است که پس از رکود بزرگ ظاهر شد.
بوفالو در ساحل شرقی دریاچه اری، در راس رودخانه نیاگارا، در ۱۶ مایلی جنوب آبشار نیاگارا قرار دارد. آغوش اولیه آن از نیروی الکتریکی منجر به لقب «شهر نور» شد. این شهر همچنین به دلیل برنامه‌ریزی شهری و چیدمان جوزف الیوت، سیستم گسترده‌ای از پارک‌ها که توسط فردریک لاوس اولمستد طراحی شده‌است، و همچنین کارهای مهم معماری مشهور است. فرهنگ آن سنت‌های شمال شرقی و میانه غربی را در هم می‌آمیزد، با برگزاری جشنواره‌های سالانه از جمله طعم بوفالو و جشنواره هنری Allentown، دو تیم ورزشی حرفه ای (لوگوی بوفالو و بوفالو سابرز) و یک صحنه موسیقی و هنر پررونق و پیشرفت.